# Сіноє
Сіноє (рум. Sinoe) — село у повіті Констанца в Румунії. Входить до складу комуни Міхай-Вітязу.
Село розташоване на відстані 209 км на схід від Бухареста, 51 км на північ від Констанци, 104 км на південний схід від Галаца.

## Населення
За даними перепису населення 2002 року у селі проживали 1405 осіб.
Національний склад населення села:
| Національність | Кількість осіб | Відсоток |
| -------------- | -------------- | -------- |
| румуни         | 1357           | 96,6%    |
| цигани         | 44             | 3,1%     |

Рідною мовою назвали:
| Мова      | Кількість осіб | Відсоток |
| --------- | -------------- | -------- |
| румунська | 1385           | 98,6%    |
| циганська | 18             | 1,3%     |